# Застава 620Б
Застава 620Б је био лаки камион, који је развила и производила Застава аутомобили из Крагујевца на бази модела Фиат 615, који је такође производила по лиценци од 1961. године. У односу на основни модел, носивост је у појединим варијантама повећана на 2 тоне, што је возило померило у Ц категорију. Возило је било опремљено Фиатовим 1.9 бензинским мотором. Укупна тежина возила је износила 3365 кг, док је максимална брзина била 89 километара на час.

## Опрема
Камион је био намењен урбаном превозу робе. У складу са тим је била и стандардна опрема у коју су спадали стакла у предњим вратима са мануелним подизачима, винилом пресвучена седишта за 2 или 3 особе и ручица мењача смештена испод управљача. Уместо теретног сандука, било је могуће наручити металну надградњу у складу са наменом камиона.

## Варијанте

### Пикап
Пикап варијанта је била доступна са једноструком кабином и 2 односно 3 места за седење у једном реду. Странице теретног сандука су биле са обарањем, и биле су направљене од дрвета.

### Путар
Имао је дуплу кабину са 6 места за седење распоређених у два реда, товарни сандук за превоз до 1200 кг терета, једна или двоје врата у другом реду и товарни сандук са цирадом. Предња врата су била са контра отварањем, што је била карактеристика целе серије ових камиона.
Камион је био опремљен са ротирајућим жутим светлом, рефлектором за осветљење пута приликом ноћног рада. Возило је испоручивано у жутој боји, што је било у складу са тада важећим прописима. Предњи браник и задње бочне странице су биле офарбане са црвено-белим косим пругама.
Тежина празног возила је била 1762 кг, док је са опремом био тежак 1854 кг. Димензије товарног сандука су биле 2000x1818x335 мм (ДxШxВ).

### Пекар
Варијанта комбинованог возила укупних димензија 4865x1900x2405 мм (ДxШxВ) за доставу хлеба се производила у верзији са једноструком кабином и 2 места за седење, слично као пикап. Уместо теретног сандука, поседовао је металну надградњу која је омогућавала превоз 1188 килограма хлеба у 66 корпи и 45 килограма специјалног хлеба у 6 мањих корпи. Корпе су биле направљене од алуминијума. Надградња је поседовала електричну инсталацију за проветравање.

### Превоз меса
Возило димензија 5050x1900x2405 мм, поседовало је надградњу за превоз 1200 кг меса израђену у потпуности од алуминијума. У унутрашњости се налазило укупно 30 кука за месо, док су широка задња врата омогућавала лак утовар и истовар већих комада меса (до 40 кг).

### Санитет
Возило је било пројектовано за превоз лакших болесника у градским условима. У унутрашњости су се налазила седишта за возача и сувозача, као и два кревета пресвучена винилом. Возач и сувозач су од простора са пацијентом били одвојени преградом која је поседовала клизни прозор. На задњем крају возила су се налазила двокрилна врата. Возило је било опремљено грејачем, ротирајућим плавим светлом са сиреном, предњим светлима за маглу, мануелним рефлектором и сигналним светлом са црвеним крстом.
Тежина празног возила је била 1800 кг, док је максимално оптерећено возило било тешко 2220 кг. Надградња је могла да прими 2 пацијента и једну особу у конфигурацији са 2 кревета, или једног пацијента и 5 особа у конфигурацији са једним креветом. Максимална брзина возила је била 80 километара на час.

## Популарност
Продаја камиона је била задовољавајућа све до 1969. године, када је фабрика започела модернизацију производње. Ипак, производња је настављена до 1976. године док су се поједини специјални модели могли наручити све до почетка 80-тих година.
Застава 615 и Застава 620 имају донекле култни статус у земљама бивше Југославије. Камион се у више наврата појављивао у домаћој култној серији Камионџије.